# Ànimes de Pe i Nején

Les ànimes de Nején (xacal) i Pe (falcó)

Les ànimes de Pe i Nején són una sèrie de deïtats i divinitats dins de la mitologia egípcia antiga. El nom egipci de les ànimes de Pe es translitera: wršw P. El nom egipci doncs és Bau Pe o Urshu Pe. Pel que fa a les ànimes de Nején, la seva transliteració és: wršw Nḫn. Doncs, el nom egipci és Bau Nején o Urshu Nején. El nom grec és d'ànimes de Pe i Nején que ha acabat per ser el nom popular.

## Iconografia

### Iconografia de les ànimes de Pe
Deïtats antropomòrfiques que poden ser representades amb el cap de falcó tant en peu com prostrades amb el genoll a terra. Porten el braç en alt amb el puny tancat i amb un angle recte.

### Iconografia de les ànimes de Nején
Divinitats antropomòrfiques amb cap de xacal. Solen trobar-se en postura anàloga a les ànimes de Pe.

## Relacions

### Relacions ànimes de Pe
Com a divinitat celeste, les ànimes de Pe estan relacionades amb Horus. Acostumen a jugar el paper de representants de les ànimes preeminents dels difunts de la ciutat de Pe que, personificades en la humanitat, apareixen com a ballarins Muu. Aquests actuen en els funerals realitzat danses complexes donant una mena de benvinguda al mort i portant-lo cap al seu destí ultra-terreny, tocats amb un vestit arcaic i un tocat vegetal. No van tenir paral·lelismes amb les ànimes de Nején.
Es troben un seguit de vinculacions en les dos classes d'ànimes amb els quatre fills d'Horus, ja que també simbolitzen a les ànimes dels avantpassats reials (en la mitologia, avantpassat Horus).

### Relacions ànimes de Nején
El déu Upaut està relacionat amb aquestes ànimes com a divinitat terrestre i Horus ho està com a entitat celeste. El que ens explica la mitologia és que Horus de Nején va oferir a la monarquia els seus esperits transfigurats, que van agafar la forma del llop Upaut.

## Orígens
Les ciutats de Buto (Pe) i Hieracómpolis (Nejen/Nekhen) van ser concedides a Horus per part de Ra a fi de compensar tots els greuges. Horus li va demanar a Ra que en aquelles ciutats situés als seus fills perquè tranquil·litzessin els borromboris i el país pogués prosperar. A Buto, Ra va situar a Amset i a Hapy; a Hieracómpolis, a Duamutef i Kebehsenuf. Aquests constitueixen les ànimes i són assignats a Horus per tota l'eternitat. Horus va rebre també de Ra el nom d'Horus-hery-uadyef com senyor d'ells.
Pel que fa als seus orígens històrics són els monarques predinàstics del Nord i el Sud elevats a la categoria de Déus, els esperits primordials de les localitats (les ciutats anteriors) i els seus descendents.

## Sinopsi
Els podem veure representats i presents en el Regne Antic i responen al desig de personificar als ancessors reials que es fonien en aquestes ànimes. Com ja hem explicat, el seu origen són els monarques predinàstics del Nord i del Sud elevats a la categoria de déus, els esperits primordials d'ambdues localitats, els "Seguidors d'Horus" i els seus descendents. Ells servien i asisitien al monarca en vida i l'acollien en la mort ajudant-lo amb una escala d'or perquè el rei ascendis al cel amb major facilitat.
Tot i que la importància d'unes ànimes i altres va ser primordial i substancial, sembla que dins dels textos les ànimes de Pe tenen una certa superioritat sobre les de Nején.

## Llegenda
Aquí bàsicament expliquem els orígens d'una manera més detallada i llegendària.
La llegenda ens explica que el déu Ra va entregar la ciutat de Buto a Horus com a recompensa de l'Ull perdut en la batalla entre aquest i Seth (germà d'Osiris) (veure: mite d'Osiris). Les lluites que van dur a terme eren conseqüència del desig d'Horus de recuperar el tron que, per dret, li corresponia i que finalment Horus s'emportà la victòria (per a més informació, informar-se sobre el mite d'Osiris). Les ànimes de Pe van ser introduïdes al mite Osiric i potser per això acaben aclaparant tanta importància. S'encarregaven d'il·luminar el camí d'Horus perquè es pogués venjar del seu malval tiet Seth.
Tant unes ànimes com les altres van ser venerades col·lectivament sota el nom de "Les ànimes d'Heliòpolis".

## Centres de Culte
Pe/Per-Wadjet (Capital Preinàstica del Delta, anomenada pels grecs Buto) i Nején/Nekhen (capital predinàstica del Alt Egipte, anomenada pels grecs Hieracómpolis).
Tot i que van rebre culte en tot el país no disponien de cap santuari específic.